# Arthoniales
Ordre
Les Arthoniales sont un ordre de champignons filamenteux (c'est-à-dire formés d'hyphes). Il est monotypique dans sa classe.

## Description
La plupart des taxons de cette classe sont des lichens tropicaux ou subtropicaux.
Ces taxons ont des organes de reproduction en forme de soucoupes (apothécies) dans lesquelles l'hyménium est exposé à maturité. Ces apothécies sont bituniquées, avec des parois intérieure et extérieure bien différenciées.

## Taxons subordonnés
D'après Outline of Ascomycota (2009), cet ordre est constitué des taxons suivants :
familles
- Arthoniaceae
- Chrysothricaceae
- Melaspileaceae
- Roccellaceae

genres
Les genres suivants ne sont pas classés avec certitude dans une famille :
- Arthophacopsis
- Catarraphia
- Hormosphaeria
- Llimonaea
- Nipholepis
- Perigrapha
- Pulvinodecton
- Sipmania
- Synarthonia
- Tania
- Tarbertia
- Trichophyma
- Tylophorella
- Wegea